# Cekovský rybník
Der Cekovský rybník (deutsch Zekower Teich) ist ein Fischteich in Tschechien. Er liegt westlich des Dorfes Cekov auf dessen Gemarkung. Mit einer Fläche von knapp 40 ha ist er der zweitgrößte Teich im Okres Rokycany.

## Lage
Der Teich befindet sich in einem Becken zwischen den Dörfern Sirá und Cekov in der Hořovická pahorkatina (Horschowitzer Hochland). Unterhalb des Großen Dammes verläuft die Autobahn D 5. 
Nördlich erhebt sich der Bukov (572 m n.m.), südlich der Lom (500 m n.m.) und im Südwesten die Sirská hora (593 m n.m.). 

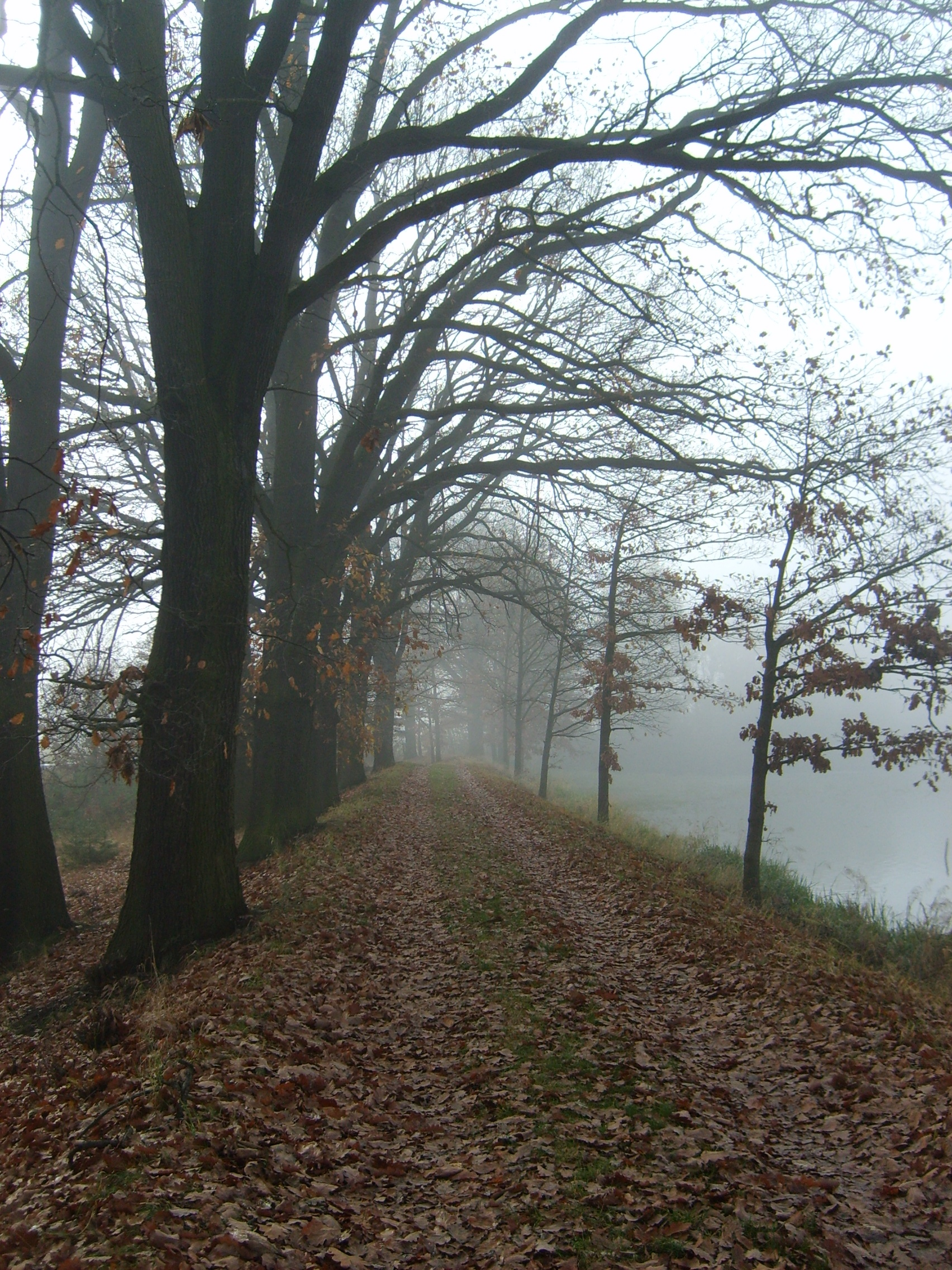
Großer Teichdamm

## Beschreibung
Der als Himmelsteich bezeichnete Cekovský rybník wird von dem aus dem Wald Sirský les und vom Bukov über Rinnsale zufließendem Niederschlagswasser gespeist. Der knapp anderthalb Kilometer südwestlich im Wald zwischen der Sirská hora und dem Lom entspringende Cekovský potok wird nach Verlassen des Sirský les verrohrt durch die landwirtschaftliche Nutzfläche in den Teich geleitet; er ist ebenfalls nicht dauerhaft wasserführend.
Der Teich wird durch zwei Erdschüttdämme gestaut. Durch den an der Südostseite gelegenen großen Damm erfolgt der Abfluss des Cekovský potok nach dem Dolejší Kařezský rybník (Unterer Karesteich), wo er in den Zbirožský potok (Zbirower Bach) mündet. Der an der Nordseite – am Ortsrand von Cekov – befindliche kleine Damm verhindert den Wasserlauf in die Senke nach Nordosten. Über den kleinen Damm verläuft die Ortsverbindungsstraße zwischen Cekov und Sirá. 
Der Cekovský rybník ist der oberste einer alten Teichkaskade im Einzugsgebiet des Zbirožský potok, wobei die anderen heute noch erhaltenen Teiche – der Hořejší Kařezský rybník, der Dolejší Kařezský rybník, der Dvorský rybník, der Čápský rybník, der Podzbirožský rybník, der Mlýnský rybník und der Františkovský rybník – unmittelbar am Zbirožský potok liegen.
Die Bewirtschaftung des Teiches erfolgt durch die Lesní a rybniční správa Jerome Colloredo-Mannsfeld, Zbiroh. Im zweijährigen Turnus wird er im November abgefischt. Der Fischertrag liegt im Durchschnitt bei 3500 kg; hauptsächlich handelt es sich um Karpfen mit einem geringen Anteil von Schleien, Hechten, Graskarpfen, Maränen und Zandern.

## Geschichte
Der Teich wurde 1585 vom Besitzer der Herrschaft Zbirow, Ladislaw d. Ä. Popel von Lobkowitz (1537–1609) angelegt. Die innerhalb der Teichstätte gelegene und aus drei Chaluppen bestehende Ansiedlung Cekov musste dafür verlegt werden. 1594 wurde die Herrschaft konfisziert und unter die Verwaltung der Böhmischen Kammer gestellt.
Im Jahre 1848 wurde der Čekower Karpfenteich mit einem Volumen von 231 Metzen anderthalb Meßle bzw. einer Fläche von 77 Joch 50 Quadratklafter angegeben und war damit nach dem Stephaner Karpfenteich (Štěpánský rybník) bei Mauth der zweitgrößte Teich der k.k. Montanherrschaft Zbirow. Besetzt war er mit 50 Schock Karpfen. 1879 erwarb Josef Franz Hieronymus von Colloredo-Mannsfeld die Grundherrschaft Zbirow aus dem Strousbergschen Konkurs. Nach dem Februarumsturz von 1948 wurden die Zbiroher Güter der Familie Colloredo-Mannsfeld – und damit auch der Cekovský rybník – eingezogen und verstaatlicht. Seit den 1990er Jahren gehört der Teich wieder der Familie Colloredo-Mannsfeld.